# Pauini
Pauini é um município brasileiro do interior do estado do Amazonas, Região Norte do país. Está localizado na mesorregião do Sul Amazonense e na microrregião de Boca do Acre. Sua população é de 19 616 habitantes, de acordo com estimativas do Instituto Brasileiro de Geografia e Estatística (IBGE) em 2021. Ainda segundo o IBGE, em 2013 era considerado o quarto município mais pobre do Brasil.

## Geografia
Situada à margem esquerda do rio Purus, com distância de 915 km em linha reta e 2.115 km por via fluvial da capital do estado, Manaus. À sudoeste limita-se com o estado do Acre (Feijó e Manoel Urbano). No município observa-se o horário UTC-4.

## Organização Político-Administrativa
O Município de Pauini possui uma estrutura político-administrativa composta pelo Poder Executivo, chefiado por um Prefeito eleito por sufrágio universal, o qual é auxiliado diretamente por secretários municipais nomeados por ele, e pelo Poder Legislativo, institucionalizado pela Câmara Municipal de Pauini, órgão colegiado de representação dos munícipes que é composto por vereadores também eleitos por sufrágio universal.

## Economia
Sua economia é baseada na agricultura de subsistência, em que grande parte de sua economia depende dos repasses dos governos, federal e estadual.

### Turismo
A festa da cidade ocorre no período de 19 a 28 de agosto, em homenagem ao padroeiro Santo Agostinho, onde o municipío chega a receber cerca de quatro mil visitantes. No dia 19 de março, há a festa, em homenagem ao aniversário da cidade, com diversos eventos esportivos e culturais.

## Infraestrutura

### Saúde
O município de Pauini possuía, em 2009, 8 estabelecimentos de saúde, sendo todos estes públicos municipais ou estaduais, entre hospitais, pronto-socorros, postos de saúde e serviços odontológicos. Neles havia 18 leitos para internação. Em 2014, 99,7% das crianças menores de 1 ano de idade estavam com a carteira de vacinação em dia. Em 2015, foram registrados 374 nascidos vivos, ao mesmo tempo que o índice de mortalidade infantil foi de 24,1 óbitos de crianças menores de cinco anos de idade a cada mil nascidos vivos. No mesmo ano, 33,7% das crianças que nasceram no município eram de mães adolescentes. Cerca de 99,5% das crianças menores de 2 anos de idade foram pesadas pelo Programa Saúde da Família em 2014, sendo que 0,3% delas estavam desnutridas.
O município possuía, em 2009, apenas um estabelecimento de saúde especializado em cirurgia bucomaxilofacial, obstetrícia, pediatria e traumato-ortopedia. Dos 8 estabelecimentos de saúde, 7 deles eram sem internação e 1 deles com internação. Até 2015, havia 1 registro de caso de HIV/AIDS. O número de casos de doenças transmitidas por mosquitos e insetos foi de 4, em 2012, sendo a principal delas a leishmaniose.

### Educação
Tendo figurado como o município com um dos maiores índices de analfabetismo, no Censo de 1991, o município implantou um arrojado programa de erradicação e combate ao analfabetismo, cujos resultados são visíveis, com queda acentuada nesses indicadores.